# Eucereon minus
Eucereon minus là một loài bướm đêm thuộc phân họ Arctiinae, họ Erebidae.